# جی. سی. پنی

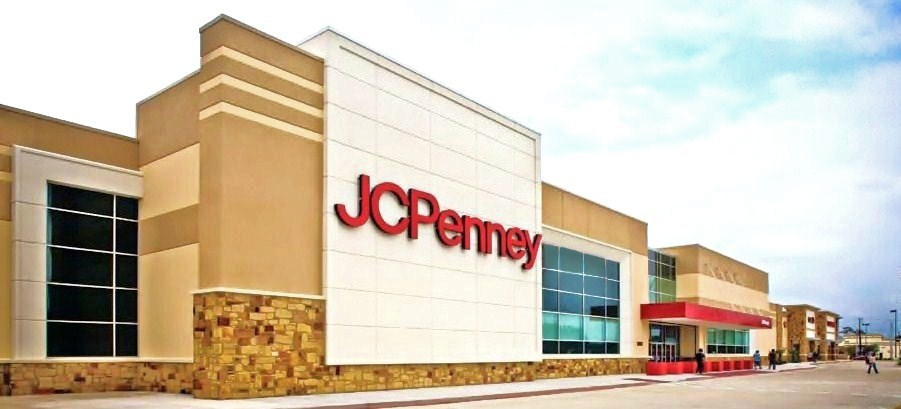
شعبه‌ای از جی‌سی‌پنی در هیوستون، تگزاس

جی. سی. پنی (به انگلیسی: J. C. Penney) شرکت خرده‌فروشی آمریکایی است، که مالک شبکه‌ای از ۱٫۱۰۶ مرکز خرید و فروشگاه انواع پوشاک، کفش، لوازم آرایشی، کالاهای لوکس، جواهرات، لوازم خانگی و الکترونیکی در ایالات متحده آمریکا می‌باشد.
شرکت جی. سی. پنی در سال ۱۹۰۲ توسط جیمز کش پنی در کمرر، وایومینگ، راه‌اندازی شد. شعبه‌های جی. سی. پنی عمومأ در مراکز خرید (مال‌ها)، حومه شهر و آوتلت‌ها مستقر می‌باشند. دفتر مرکزی این شرکت در شهر پلینو، تگزاس قرار دارد و سهام آن در بازار بورس نیویورک معامله می‌شود.

## نگارخانه

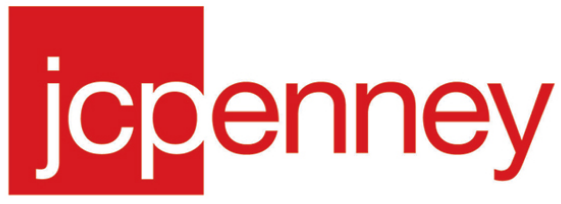